# یولیا-ماریا کولر
یولیا-ماریا کولر (آلمانی: Julia-Maria Köhler؛ زادهٔ ۱۶ ژوئیه ۱۹۷۸) هنرمند رقص و بازیگر تئاتر و سینما اهل آلمان است. وی دانش‌آموختهٔ دانشگاه موسیقی و تئاتر لایپزیگ است. وی در سال ۲۰۰۵، به خاطر اجرای رقص خود از نمایش لیدی مکبث، جایزه ویژه مسابقه اروپایی رقص و نمایش لایپزیگ را دریافت کرد.
از فیلم‌ها یا مجموعه‌های تلویزیونی که وی در آن‌ها نقش داشته‌است، می‌توان به لوته در باهاوس اشاره نمود.